# Maia (estrella)
Maia (20 del Taure / 20 Tauri) és un estel que forma part del cúmul obert de les Plèiades a la constel·lació de Taure. La seva magnitud aparent és +3,87 i s'hi troba a uns 440 anys llum de distància. És la quarta més brillant de les Plèiades, després d'Alcíone (25 Tauri), Atles (27 Tauri) i Electra (17 Tauri). Maia és el nom d'una de les set filles mítiques d'Atles i Plèione.
Maia és una geganta blanc-blavosa de tipus espectral B8III. Irradia 660 vegades més energia que el Sol des de la seva calenta superfície a uns 12.600 K de temperatura. El seu radi, 5,5 vegades major que el radi solar, el converteix en un veritable estel gegant, si bé aquests gegants blaus mai arriben a ser tan grans com les gegantes vermelles o ataronjades, tipificades per la propera Aldebaran (α Tauri).
Com altres estels de les Plèiades, Maia està envoltada per una nebulosa de reflexió, núvol de pols i gas que envolta als estels més brillants del cúmul. D'altra banda, la velocitat de rotació de Maia és baixa, fent que alguns elements químics se submergisquen en el seu interior per acció de la gravetat, mentre que uns altres són portats a la superfície per radiació, cosa que la converteix en un estel de mercuri-manganès.
En el passat, l'astrònom Otto Struve va suggerir que Maia era un estel variable, amb un període de poques hores. Va passar a ser el prototip de les denominades «variables Maia», on estava inclosa Pherkad (γ Ursae Minoris). Actualment la classe està descartada, ja que Maia i la resta dels estels que formaven el grup no són variables en absolut.